# Plagiolepis exigua
Plagiolepis exigua är en myrart som beskrevs av Auguste-Henri Forel 1894. Plagiolepis exigua ingår i släktet Plagiolepis och familjen myror.

## Underarter
Arten delas in i följande underarter:
- P. e. exigua
- P. e. quadrimaculata

## Bildgalleri

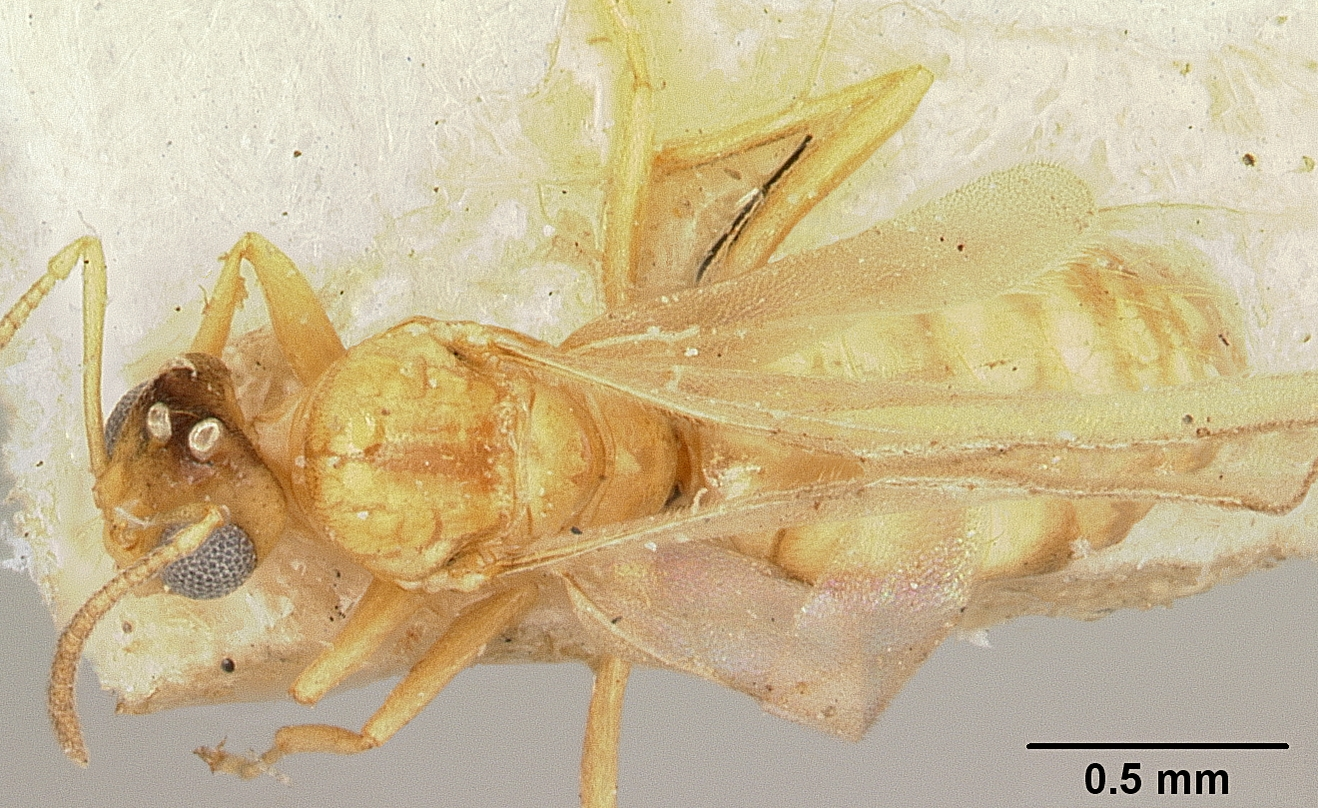
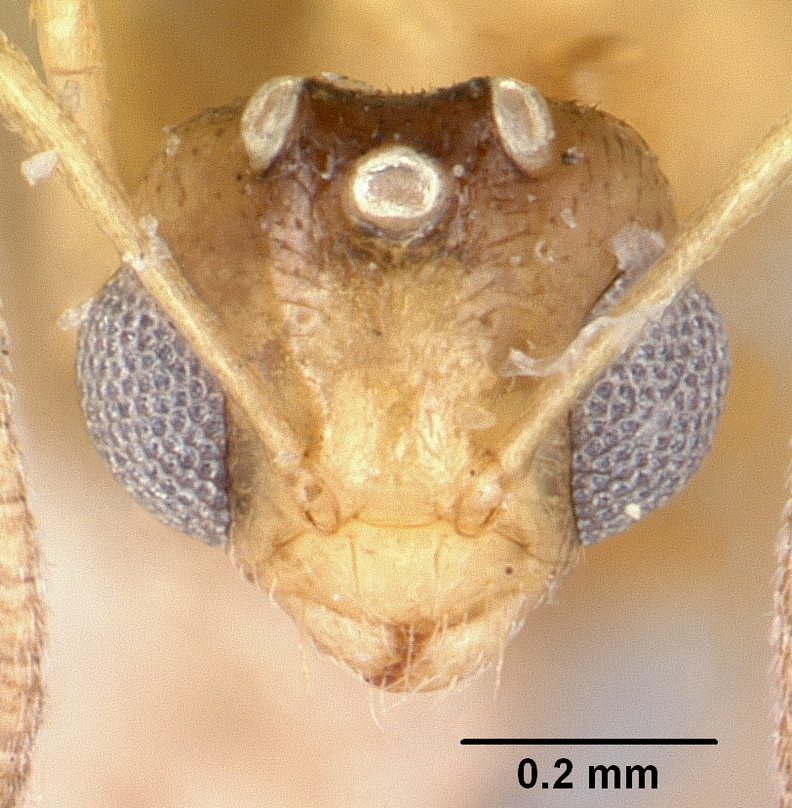
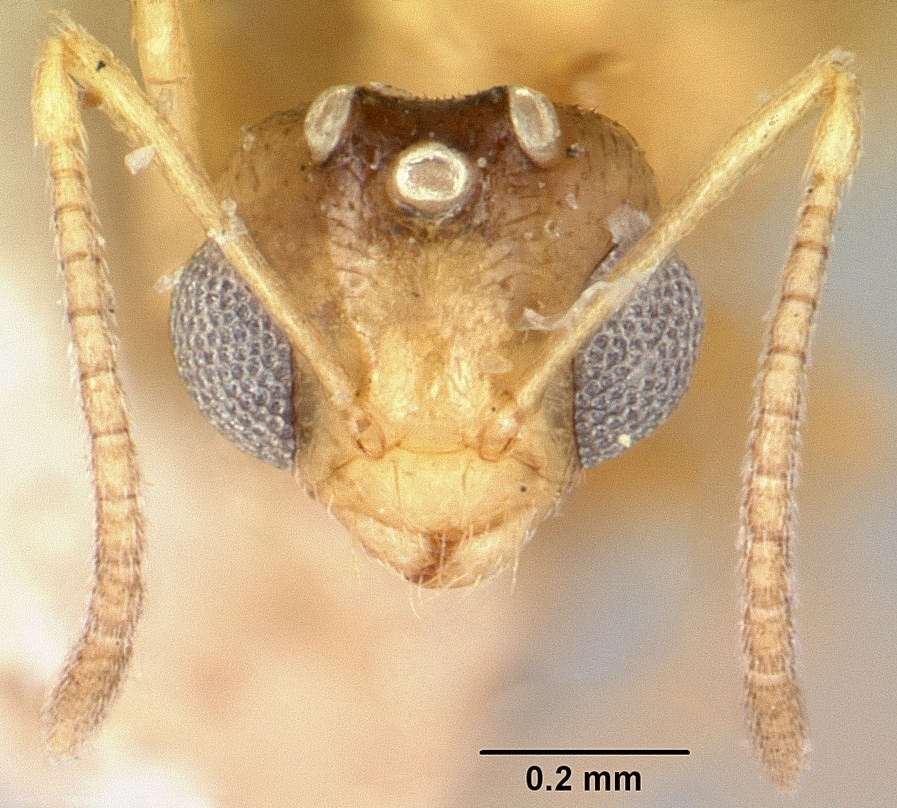
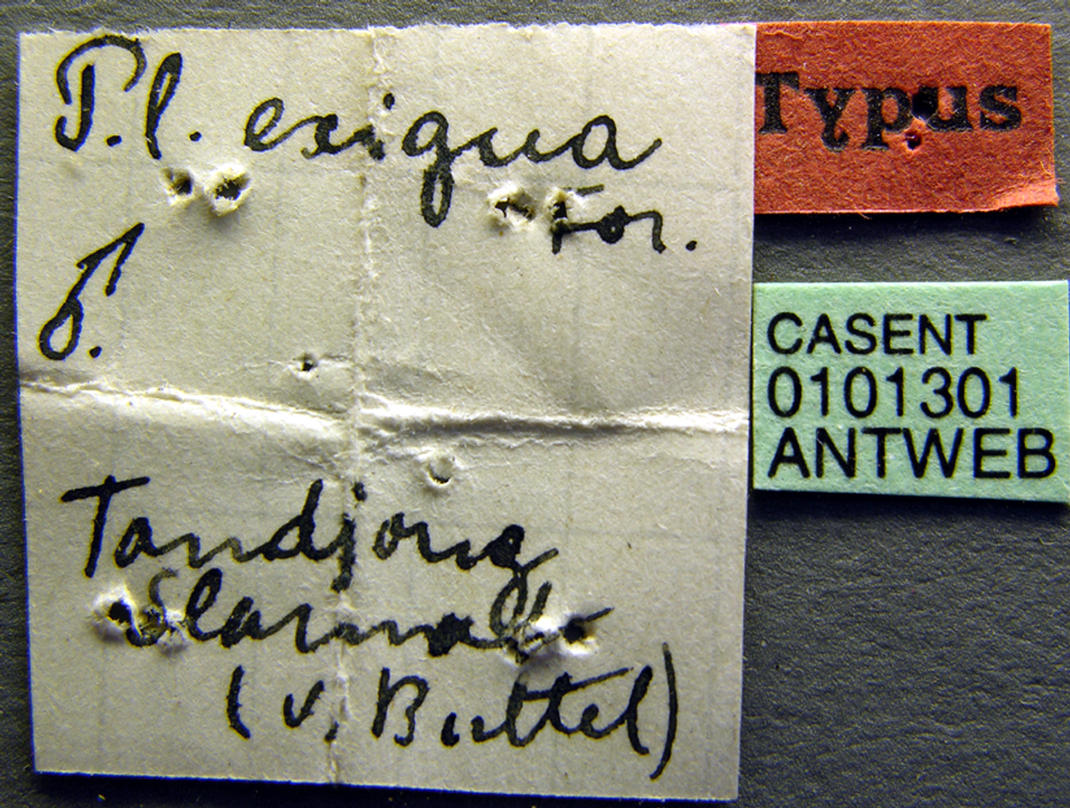
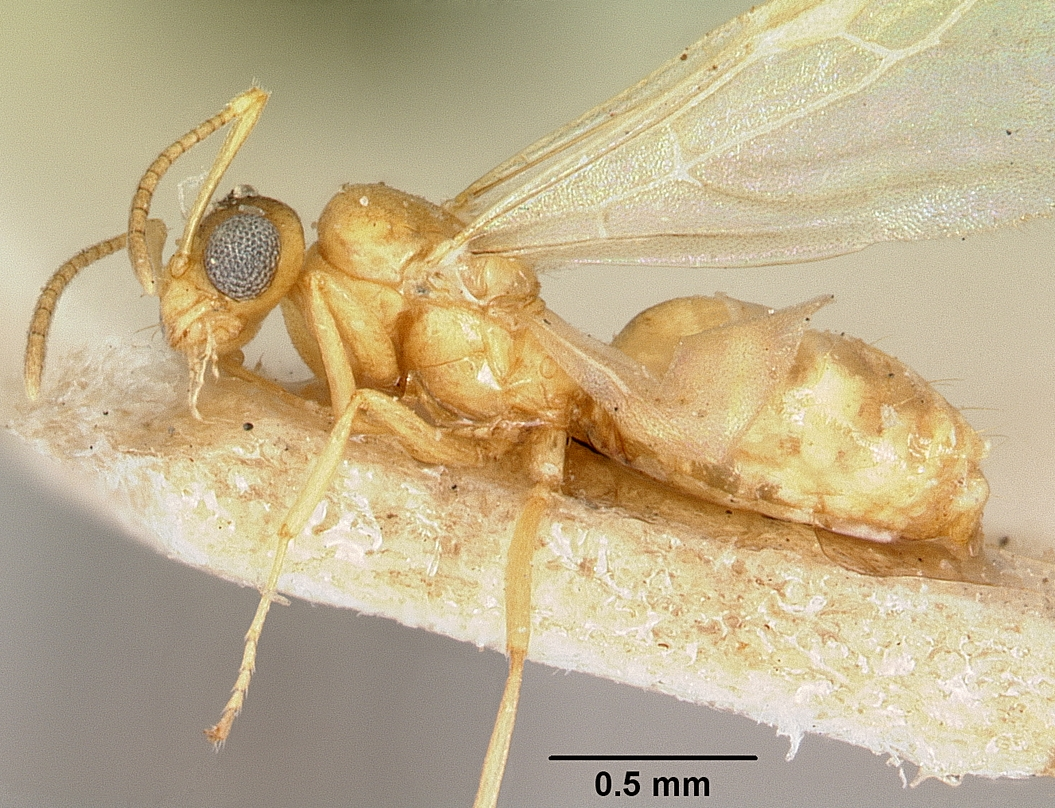
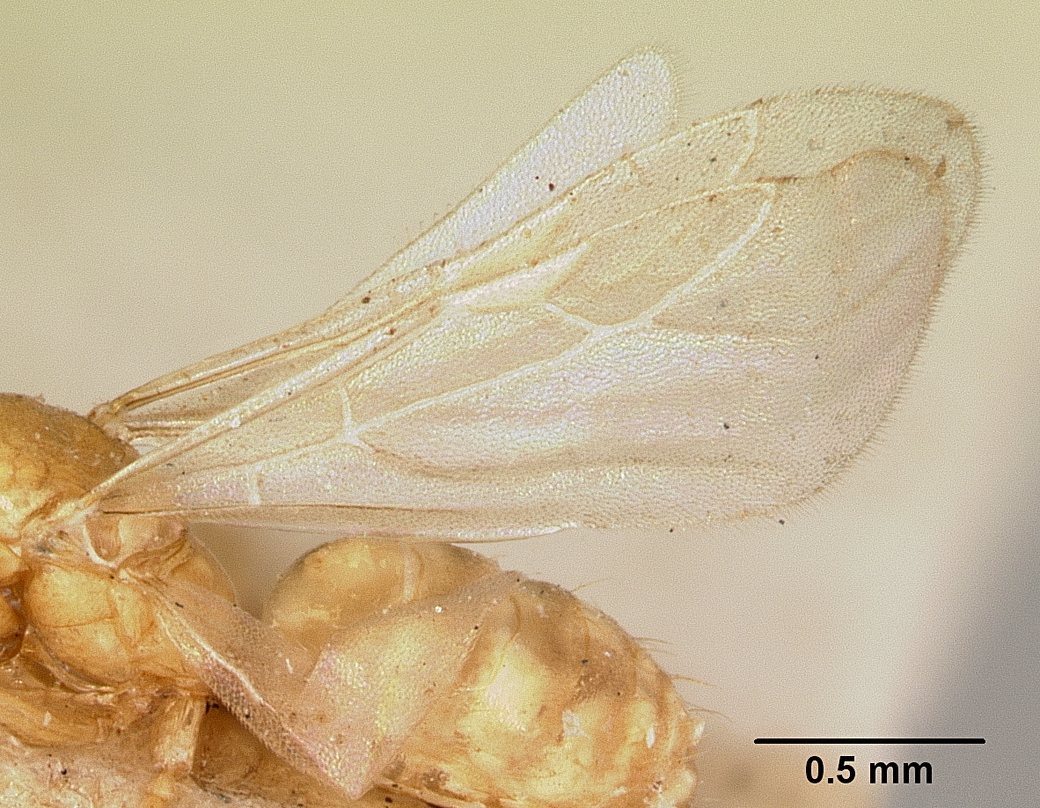